# Thecla chlamydem
Thecla chlamydem är en fjärilsart som beskrevs av Druce 1907. Thecla chlamydem ingår i släktet Thecla och familjen juvelvingar. Inga underarter finns listade i Catalogue of Life.